# Pat McAfee
Patrick Justin „Pat“ McAfee (* 2. Mai 1987 in Plum, Pennsylvania) ist ein ehemaliger US-amerikanischer American-Football-Spieler auf der Position der Punters. Er verbrachte seine gesamte NFL-Karriere bei den Indianapolis Colts. Nach seinem Karriereende ist er aktuell als Football-Kommentator bei ESPN sowie mit einer eigenen Sport-Talkshow aktiv. Er steht aktuell auch als Wrestler und Kommentator bei der WWE unter Vertrag.

## Football-Karriere

### Frühe Jahre
Pat McAfee spielte in seiner Schulzeit zunächst vor allem Fußball und Volleyball. Im vorletzten High-School-Jahr begann er zusätzlich mit American Football, wobei er vor allem auf der Position des Kickers zum Einsatz kam. Nach seinem Schulabschluss wurde er von 247sports.com landesweit auf Rang 17 der talentiertesten Kicker seines Jahrgangs gelistet und erhielt Stipendienangebote für die Kent State University sowie die West Virginia University. McAfee entschied sich für letztere Hochschule und wurde somit ab 2005 Teil der West Virginia Mountaineers.

### College
In seinem ersten Jahr als Freshman wurde McAfee als Kicker sowie als Kickoff Specialist eingesetzt, wobei er 11 von 18 Field Goals sowie 48 von 49 Points after Touchdown (PATs) verwandeln konnte. Mit einer Bilanz von 10-1 gewannen die Mountaineers ihre Big East Conference und konnten in den Sugar Bowl einziehen, in welchem die Georgia Bulldogs mit 38:35 besiegt wurden.
Seine Sophomore-Saison 2006 resultierte in einer Leistungssteigerung, McAfee war bei 17 von 22 Field-Goal-Versuchen sowie bei allen der 62 PATs erfolgreich. Zusätzlich nahm er in einigen Spielen die Position des Punters ein. Auch die Bilanz seines Teams war weiterhin positiv, eine Saison mit 10 Siegen und 2 Niederlagen bedeuteten die Teilnahme am Gator Bowl. Gegner waren die Georgia Tech Yellow Jackets, die Mountaineers konnten das Spiel erneut mit 38:35 gewinnen.
2007 wurde McAfee als Junior zusätzlich zum etatmäßigen Punter des Teams ernannt. Die Mountaineers verspielten am letzten Spieltag der regulären Saison als klarer Favorit mit einer Niederlage gegen die Pittsburgh Panthers im Backyard Brawl die Möglichkeit, im BCS National Championship Game zu spielen. Mit einer Bilanz von 10-2 wurde die Teilnahme am Fiesta Bowl gesichert, welcher mit einem 48:28-Sieg über die Oklahoma Sooners gewonnen werden konnte. McAfee selbst konnte in der Saison 13 von 19 Field Goals sowie 64 von 65 PATs verwandeln.
In seiner letzten Saison an der WVU verwandelte McAfee 17 von 20 Field Goals und alle der 36 PATs. Die Saison verlief für das Team jedoch wesentlich schlechter, mit einer Bilanz von 8 Siegen und 4 Niederlagen konnte keines der größeren Endspiele erreicht werden. In seiner Senior-Saison trainierte McAfee außerdem im Fußball-Team der West Virginia University mit. Vom Fernsehsender CBS Sports wurde er nach Ablauf der Saison zum All-American auf der Position des Punters gewählt.
Bis heute ist er schulinterner Rekordhalter bei den meisten verwandelten PATs (210) und den meisten Punkten, welche durch einen Kicker erzielt wurden (384).

### NFL

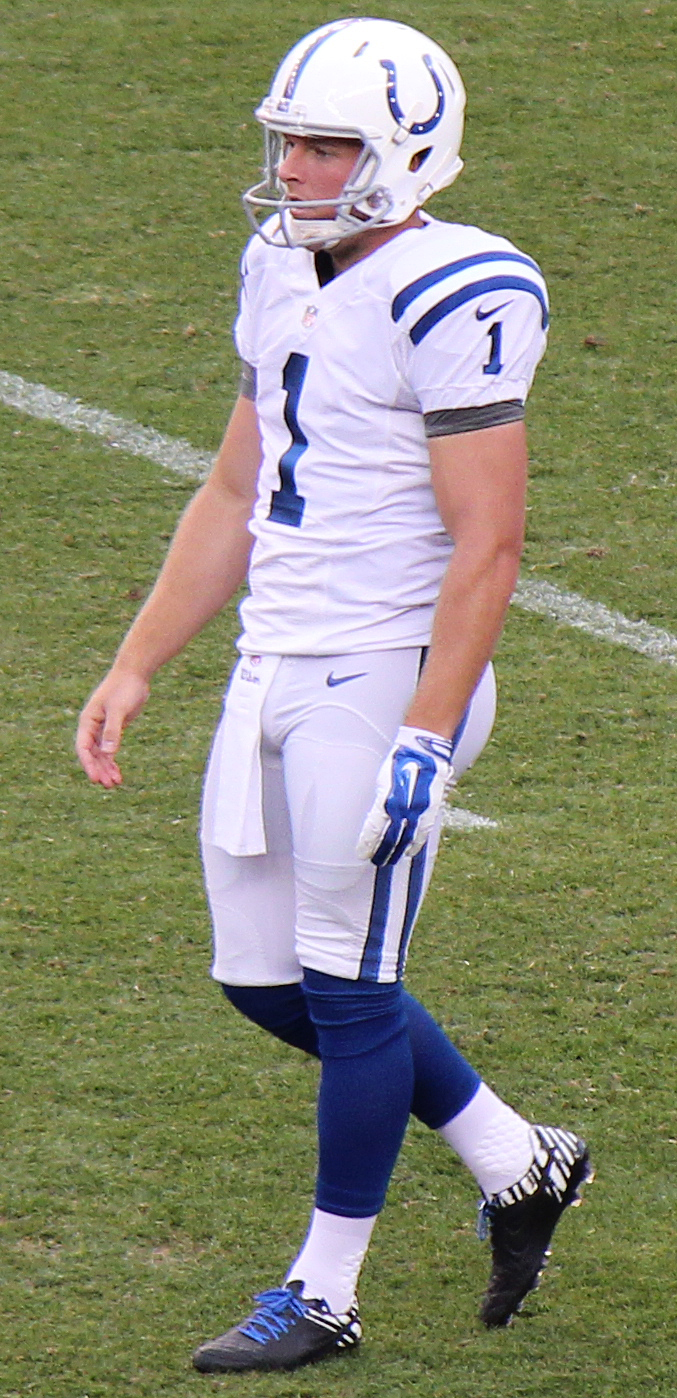
Pat McAfee im Trikot der Colts (2014)

McAfee, der sich als Kicker für den NFL Draft anmeldete, wurde 2009 an 222. Stelle in der siebten Runde von den Indianapolis Colts ausgewählt. Da die Position des Kickers jedoch schon an Adam Vinatieri vergeben war, wurde er bei den Colts als Punter eingeplant, nachdem der bisherige Punter Hunter Smith das Team Richtung Washington Redskins verlassen hatte. Zusätzlich übernahm McAfee – wie bei vielen Puntern üblich – die Rolle des Holders, außerdem war er für die Kickoffs verantwortlich. In seiner Rookie-Saison 2009 erreichten die Colts den Super Bowl XLIV, mussten sich jedoch im Sun Life Stadium in Miami den New Orleans Saints mit 31:17 geschlagen geben. Im Anschluss an die Debütsaison wurde McAfee von Pro Football Weekly in das All-Rookie team gewählt, welches die besten Rookies der jeweiligen Positionen auszeichnet.
In seiner zweiten Saison 2010 verpasste McAfee in der 8. Woche bei der Partie gegen die Houston Texans das einzige Spiel seiner NFL-Karriere, nachdem er am 20. Oktober 2010 wegen Trunkenheit in der Öffentlichkeit verhaftet wurde, was eine Sperre von einem Spiel zur Folge hatte. Am Ende der Saison konnten die Colts die AFC South für sich entscheiden, verloren jedoch in der ersten Runde der Playoffs gegen die New York Jets. Die darauffolgende Saison verlief für die Colts wesentlich schlechter. Ohne ihren etatmäßigen Quarterback Peyton Manning, der die gesamte Saison 2011 aufgrund einer Verletzung ausfiel, wurden die Playoffs mit einem letzten Platz in der Division deutlich verfehlt. In der Saison 2012 konnten sich die Colts unter dem neuen Quarterback Andrew Luck wieder verbessern und als Wildcard-Team in die Playoffs einziehen, wo man in der ersten Runde den Baltimore Ravens unterlag. Nach dem Saisonende wurde McAfee von den Colts mit einem Franchise Tag versehen, welches ihn auch für die Saison 2013 an das Team band. In dieser erreichten die Colts erneut die Play-offs. Nach einem Sieg gegen die Kansas City Chiefs in der ersten Runde, ging die Divisional Round gegen die New England Patriots verloren.
Für die NFL-Saison 2014 unterzeichnete McAfee einen neuen Vertrag über fünf Jahre bei den Colts, der ihm bis zu 14 Millionen US-Dollar einbringen konnte, wovon ungefähr fünf Millionen Dollar garantiert waren. In der Saison konnte er unter anderem drei erfolgreiche Onside Kicks treten und wurde erstmals für den Pro Bowl nominiert. Ebenso wurde McAfee von der Associated Press als All-Pro ausgezeichnet und damit zum besten Punter der Spielzeit ernannt. Mit dem Team gelang abermals der Playoff-Einzug. Nach Siegen über die Cincinnati Bengals und die Denver Broncos ging erst das Conference-Endspiel gegen die New Englands Patriots deutlich verloren. Das Spiel gegen die Patriots entwickelte sich später aufgrund zu schwach aufgepumpter Bälle zu einer Kontroverse und ist auch unter der Bezeichnung Deflategate bekannt geworden.
Die Saisons 2015 und 2016 verliefen für die Colts bedeutend schlechter. Zwar wurden beide Spielzeiten mit einer ausgeglichenen Bilanz abgeschlossen, die Playoffs wurden jedoch verfehlt. Persönlich konnte McAfee allerdings an seine Leistungen anknüpfen. Insbesondere 2016 stellte er mit einem Durchschnitt von 49,3 Yards pro Punt eine persönliche Bestleistung auf, die gleichzeitig den Bestwert aller NFL-Punter in der Saison bedeutete. Ebenso gelang ihm im Spiel gegen die Pittsburgh Steelers sein einziger erfolgreicher Pass in der NFL, als er bei einem Fake Punt Erik Swoope anspielen konnte. Diese Leistungen brachten ihm eine erneute Nominierung für den Pro Bowl ein, allerdings sagte McAfee verletzungsbedingt ab.
Trotz der guten Leistung in der vorangegangenen Saison und einem Vertrag mit zwei Jahren Restlaufzeit kündigte McAfee am 2. Februar 2017 im Alter von 29 Jahren sein sofortiges Karriereende an. Als Gründe hierfür nannte er sowohl anhaltende Knieprobleme als auch Konflikte mit dem damaligen General Manager der Colts, Ryan Grigson.

## Tätigkeiten nach der Football-Karriere

### The Pat McAfee Show
Bereits während der Verkündigung seines Karriereendes als Footballer gab McAfee bekannt, dass er eine Tätigkeit beim Sport-Blog Barstool Sports aufnehmen wird. Neben Auftritten in verschiedenen Radiosendungen und Podcasts wurde mit der Pat McAfee Show eine eigene Sendung konzipiert. Am 31. August 2018 verließ McAfee Barstool auf eigenen Wunsch und gründete mit der Pat McAfee Inc. eine eigene Firma, um die Show unabhängig weiterführen zu können. Als Medium dient dabei der eigene YouTube-Kanal, auf welchem die Livestreams sowie Highlights veröffentlicht werden. Zusätzlich wurde die Pat McAfee Show zwischen September 2019 und Mai 2020 auf DAZN ausgestrahlt, im Radio erfolgte die Übertragung zwischen September 2019 und August 2020 zunächst über Westwood One, bevor im September 2020 ein Wechsel zu Sirius XM erfolgte. Ab Herbst 2023 wird die Sendung auf ESPN ausgestrahlt.
Die Sendung wird wochentags für jeweils drei Stunden ausgestrahlt. Hauptthema ist American Football, gelegentlich werden weitere Sportarten besprochen. Als Co-Moderator fungiert der ehemalige NFL-Profi A. J. Hawk.

### Wrestling
Erste Erfahrungen im Kommentieren von Wrestling-Veranstaltungen sammelte McAfee ab April 2018, als er bei NXT TakeOver-Events als Analyst in der Vorberichtserstattung fungierte. Im Februar 2019 unterzeichnete McAfee einen mehrjährigen Vertrag bei der WWE und wurde daraufhin als Reporter der Kickoff-Show bei WrestleMania 35 eingesetzt. Bereits zu dieser Zeit fehdete er mit Adam Cole. Diese Storyline mündete am 22. August 2020 in McAfees Debüt als Wrestler, wobei er im Rahmen von NXT TakeOver XXX das Match gegen Cole verlor.
Am 16. April 2021 wurde bekanntgegeben, dass McAfee innerhalb der WWE zu SmackDown wechseln wird, dort wird er an der Seite von Michael Cole als Ringkommentator eingesetzt. Darüber hinaus trat er in einigen Veranstaltungen erneut als Wrestler in Erscheinung. So durfte er bei WrestleMania 38 sein Match gegen Austin Theory gewinnen, bevor er direkt im Anschluss gegen Vince McMahon verlor.
Beim SummerSlam 2022, welcher am 30. Juli stattfand, stieg McAfee erneut in den Ring und durfte seinen Gegner Happy Corbin per Pinfall besiegen. Im September 2022 wurde bekannt, dass McAfee seine Tätigkeit bei der WWE zunächst ruhen lässt, um sich auf seine Tätigkeit als Football-Kommentator zu konzentrieren. Vereinzelt ist er dennoch weiterhin bei Großevents tätig. So kehrte er im Januar 2023 für das Männer-Match des WWE Royal Rumble in die Rolle des Kommentators zurück. Im Zuge von WWE WrestleMania 39 kehrte er im April 2023 für ein Match in den Ring zurück und durfte The Miz besiegen.
Für das WWE Royal Rumble am 27. Januar 2024 sollte McAfee zunächst nur die Rolle des Kommentators bekleiden. Nachdem Brock Lesnar kurzfristig aus dem Aufgebot gestrichen wurde, stieg er selber in den Ring, verließ diesen jedoch nach 38 Sekunden wieder freiwillig und war somit ausgeschieden. Zwei Tage später wurde seine Rückkehr als WWE-Kommentator bekanntgegeben, zusammen mit Michael Cole begleitet er dabei die Übertragungen von Monday Night Raw.
Am 10. Mai 2025 stieg er bei Backlash wieder in den Ring und zwar gegen Gunther. Dieser hatte nach seiner Niederlage bei Wrestlemania ihn und Michael Cole angegriffen. Im Match selbst war McAfee gegen Gunther aber chancenlos, auch seine mangelnden Wrestling-Fähigkeiten wurden offenbar. 

### Football-Kommentator
2018 wurde McAfee erstmals beim College-Spiel zwischen Baylor und Texas Tech als Gast-Kommentator und Reporter für Fox Sports eingesetzt. Im selben Jahr war er erstmalig bei einem NFL-Spiel tätig, als er am letzten Spieltag der Regular Season für die Partie zwischen den Green Bay Packers und den Detroit Lions eingesetzt wurde.
In der Saison 2019 war McAfee Teil des Kommentatorenteams, welches für den Sportsender ESPN einen Teil der Big-12-Donnerstagsspiele im College-Football begleitete, auch hier fungierte er parallel als Reporter für Vorberichte im Rahmen der Sendung College GameDay. Dieses Engagement wurde in der Folgesaison auf eine wöchentliche Kolumne in der Vorberichterstattung reduziert. Stattdessen begleitete McAfee als Reporter am Spielfeldrand vor allem Spiele der neu aufgelegten XFL, diese Liga musste aufgrund der COVID-19-Pandemie nach fünf Spieltagen den Betrieb einstellen und meldete kurz darauf Insolvenz an.
Im September 2022 gab ESPN die Rückkehr McAfees zum Team der Sendung College GameDay bekannt. Im Rahmen der Vorberichterstattung zu den College-Football-Übertragungen des Senders soll er dort die Rolle des Analysten übernehmen. Darüber hinaus sind einzelne Auftritte bei NFL-Spielen geplant, darunter der Super Bowl und Pro Bowl.

## Privates
McAfee heiratete am 1. August 2020 seine langjährige Freundin Samantha Ludy. Im Mai 2023 wurde die erste gemeinsame Tochter geboren.
Am 5. Februar 2016 stellte McAfee einen vom Guinness World Records anerkannten Weltrekord auf, als er mit verbundenen Augen ein Field Goal aus 40 Yards erfolgreich verwandeln konnte. Der Weltrekord wurde inzwischen mehrmals überboten und liegt aktuell bei 50 Yards.
Er ist Mitbegründer und Namensgeber der Stiftung Pat McAfee Foundation, welche Stipendien an Kinder von Soldaten des US-Militärs vergibt.